# سياسة البرتغال
تعمل سياسة البرتغال ضمن إطار جمهورية مركزية ديمقراطية تمثيلية شبه رئاسية، يكون بموجبه رئيس وزراء البرتغال رئيسًا للحكومة. تمتلك البرتغال نظامًا متعدد الأحزاب. رئيس البرتغال هو الرئيس التنفيذي للدولة ويتمتع بالعديد من السلطات السياسية المهمة، والتي يمارسها في كثير من الحالات. تُمارس السلطة التنفيذية من قِبل الرئيس ومجلس الوزراء. تناط السلطة التشريعية بالحكومة ومجلس الجمهورية معًا. السلطة القضائية في البرتغال مستقلة عن السلطة التنفيذية والسلطة التشريعية.
منذ عام 1975، يهيمن الحزب الاشتراكي الديمقراطي الاجتماعي، والحزب الديمقراطي الاجتماعي الليبرالي المحافظ على النظام الحزبي.

## خلفية سياسية
يسيطر على الحكومات الوطنية والإقليمية حزبان سياسيان، الحزب الاشتراكي (PS)  وهو حزب ديمقراطي اجتماعي يشابه حزب العمال أو الحزب الاشتراكي الديمقراطي الألماني (SPD)، بالإضافة إلى الحزب الديمقراطي الاجتماعي (PSD) وهو حزب ليبرالي محافظ وعضو كتلة حزب الشعب الأوروبي التابعة للبرلمان الأوروبي، والتي لديها سياسات أساسية مشابهة في بعض النواحي: كلاهما يدعمان الموالية الأوروبية ويدعمان اقتصاد السوق. الأحزاب الأخرى التي لها مقاعد في البرلمان هي الحزب الشيوعي البرتغالي  وحزب الشعب الديمقراطي وحزب الشعب PP– CDS «حزب الشعب المركزي الديمقراطي الاجتماعي»  والكتلة اليسارية وحزب البيئة (الحزب الإيكولوجي) «الخُضر». الشيوعيون والخُضر في تحالف كائتلاف ديمقراطي وحدوي.
كان الائتلاف مدعومًا بأغلبية 132 نائبًا في البرلمان. تمثَّل حزب المعارضة الرئيسي بالحزب الاشتراكي (حزب رئيس الوزراء السابق خوسيه سوكراتس) مع 74 نائبًا. من الأحزاب الممثلة أيضًا، الحزب الشيوعي البرتغالي (16 نائب)، و «حزب الخضر» (نائبان) والكتلة اليسارية (8 نوّاب)، وجميعم على يسار الائتلاف الحاكم.
في انتخابات عام 2015، التي خاضها الحزب الاشتراكي الديمقراطي وحزب الشعب سويةً ضمن ائتلاف، البرتغال أهيد (البرتغال أولاً)، فقدت الحكومة أغلبيتها المطلقة. زعمت الأحزاب اليسارية،  الحزب الاشتراكي  والحزب الشيوعي البرتغالي  وحزب البيئة «الخضر» والكتلة اليسارية، أنهم كانوا على استعداد لتشكيل ائتلاف من شأنه أن يحصد الأغلبية في البرلمان، ويجب دعوتهم إلى تشكيل الحكومة، وفاوض تحالف البرتغال أهيد، باعتباره التجمع الأكبر، دعوتهم لتشكيل الحكومة. بعد ثلاثة أسابيع من البلبلة والحيرة، عيّن الرئيس باسوس كويلو رئيسًا للوزراء، وأعقب ذلك تشكيل حكومة الأقلية. منذ ذلك الحين، شكلت الأحزاب اليسارية الحكومة، بقيادة الحزب الاشتراكي .

## نبذة تاريخية

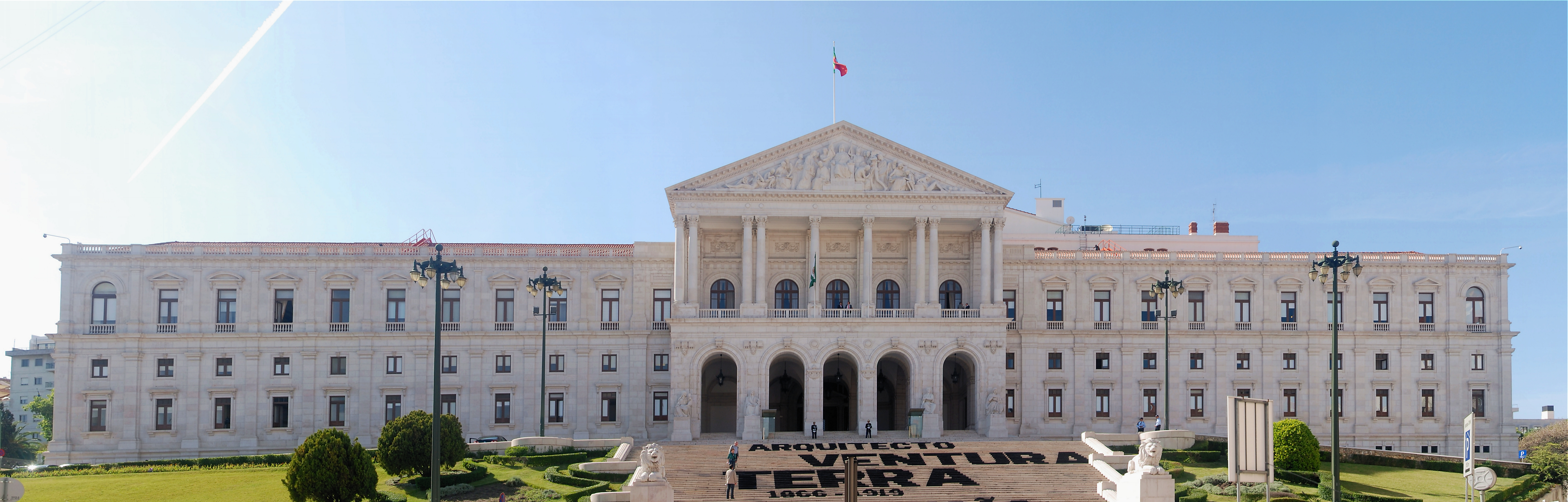
قصر ساو بينتو، لشبونة، مقر البرلمان البرتغالي

وُضِع أول دستور في عام 1822 (بعد الثورة الليبرالية في عام 1820)، وأُتبِع بالدستور الثاني في عام 1826، تلاه الدستور الثالث في عام 1838 (بعد الحروب الليبرالية)، ثم الرابع في عام 1911 (بعد ثورة 5 أكتوبر 1910)، والخامس عام 1933 (بعد انقلاب 28 مايو 1926).
عكس دستور البرتغال في 25 أبريل 1976 انتقال البلد بين عامي 1974-1976 من الحكم الاستبدادي إلى حكومة عسكرية مؤقتة ثم ديمقراطية تمثيلية مع بعض التأثير الشيوعي واليساري الأولي. جاء الانقلاب العسكري في عام 1974، الذي أصبح يعرف باسم ثورة القرنفل، نتيجة لعدة عوامل داخلية وخارجية مثل الحروب الاستعمارية التي انتهت بخلع الدكتاتور مارسيلو كايتانو من السلطة. أثار احتمال الاستيلاء الشيوعي للحكم في البرتغال قلقًا كبيرًا بين حلفاء الناتو. أدت الثورة أيضا إلى تخلي البلاد عن مستعمراتها في الخارج دون سابق إنذار ما أدى لعودة نحو 600000 مواطن برتغالي من الخارج. عُدّلَ  دستور 1976، الذي عرّف البرتغال على أنها «جمهورية... تعمل على تشكيل مجتمع لا طبقي»، في الأعوام 1982، 1989 ، 1992 ، 1997 ، 2001 ، 2004.
وضع تعديل الدستور عام 1982 الجيش تحت سيطرة مدنية صارمة، وقلصت سلطات الرئيس، وألغت المجلس الثوري (لجنة غير منتخبة تتمتع بسلطات الفيتو التشريعية). انضمت البلاد إلى الاتحاد الأوروبي في عام 1986، وبدأت الطريق نحو المزيد من التكامل الاقتصادي والسياسي مع دول الجوار الأغنى في أوروبا. حذف تعديل الدستور عام 1989 الكثير من الخطاب الماركسي المتبقي في الوثيقة الأصلية، وألغى «الإصلاح الزراعي» المستوحى من الشيوعية، ومهّد الطريق أمام المزيد من خصخصة الشركات المؤممة ووسائط الاتصالات المملوكة من قِبل الحكومة. جعل تعديل عام 1992 الدستور متوافقًا مع معاهدة ماستريخت.
ينص الدستور البرتغالي الحالي على تطبيق اللامركزية الإدارية التقدمية ويدعو إلى إعادة التنظيم المستقبلي على أساس إقليمي. يتمتع أرخبيل جزر الأزور وماديرا بنظام الحكم الذاتي بموجب الدستور. أنشأ قانون إقليمي للاستقلال الذاتي الصادر في عام 1980 حكومة منطقة جزر الأزور ذاتية الحكم ؛ تعمل حكومة منطقة ماديرا ذاتية بالحكم بموجب قانون استقلال مؤقت ساري المفعول منذ عام 1976. وبصرف النظر عن جزر الأزور وماديرا، تنقسم البلاد إلى 18 مقاطعة، يرأس كل منها حاكم يعينه وزير الإدارة الداخلية. عادت المستعمرة السابقة، ماكاو، إلى السيادة الصينية في ديسمبر 1999.

## الحكومة
تتألف الحكومة في البرتغال من ثلاثة فروع تصورها في الأصل فيلسوف التنوير الفرنسي «بارون دي مونتسكيو» (بالفرنسية: Baron de Montesquieu) وهي التنفيذية والتشريعية والقضائية. كل فرع منفصل ومصمم للحفاظ على الضوابط والموازين في الفروع الأخرى.

### السلطة التنفيذية
يُنتخب الرئيس  لفترة 5 سنوات بالاقتراع المباشر العمومي، ويُعتبر أيضًا القائد الأعلى للقوات المسلحة. تشمل الصلاحيات الرئاسية تعيين رئيس الوزراء ومجلس الوزراء، ويجب أن يسترشد الرئيس بنتائج انتخابات المجلس ؛ وإقالة رئيس الوزراء ؛ وحل المجلس للدعوة إلى إجراء انتخابات مبكرة ؛ الاعتراض على التشريعات التي قد يجري تجاوزها من قِبل المجلس ؛ وإعلان حالة الحرب أو الحصار.
يتكون مجلس الدولة، وهو هيئة استشارية رئاسية، من:
- رئيس مجلس الجمهورية.
- رئيس وزراء البرتغال.
- رئيس المحكمة الدستورية في البرتغال.
- أمين المظالم في البرتغال.
- رئيسي الحكومتين الإقليميتين للمناطق ذاتية الحكم  (ماديرا والأزور).
- رؤساء الجمهورية السابقين الذين لم يعفوا من وظائفهم.
- خمسة مواطنين يعينهم رئيس الجمهورية.
- خمسة مواطنين يعينهم مجلس الجمهورية.

يُعيِّن الرئيس، وفقًا لنتائج الانتخابات، الحزب الذي سيشكل الحكومة التي سيُعيَّن رئيسها رئيسًا للوزراء. يعيّن رئيس الوزراء مجلس الوزراء، ويعيّن الوزراء وزراء الدولة خاصتهم. يُطلب من الحكومة الجديدة وضع الخطوط العريضة لسياستها ضمن برنامج وتقديمها إلى المجلس لفترة نقاش إلزامية. يؤكد فشل المجلس برفض البرنامج من قبل أغلبية النوّاب، الحكومة في منصبها.

### السلطة التشريعية
الأجهزة الأربعة الرئيسية للحكومة الوطنية هي الرئاسة، ورئيس الوزراء ومجلس الوزراء (الحكومة)، ومجلس الجمهورية (البرلمان) والسلطة القضائية. مجلس الجمهورية هو هيئة واحدة تتكون من 230 نائبًا. يُنتَخب النوّاب بالاقتراع العمومي وفقًا لنظام التمثيل النسبي، ويخدم النوّاب لفترة 4 سنوات ما لم يحلّ الرئيس المجلس ويدعو إلى انتخابات جديدة.

## السلطة القضائية
المحكمة الوطنية العليا هي محكمة الاستئناف الأخيرة. يجري تعيين المحاكم العسكرية والإدارية والمالية كفئات محاكم منفصلة. تستعرض المحكمة الدستورية المؤلفة من ثلاثة عشر عضواً الشرعية الدستورية للقوانين التشريعية.

## التقسيمات الإدارية
18 مقاطعة ومنطقتان ذاتيّتا الحكم * : أفييرو، أسوريس (جزر الأزور)*، بيجا، براغا، براغانسا، كاستيلو برانكو، كويمبرا، إيفورا، فارو، غواردا، ليريا، لشبونة، ماديرا *، بورتاليجري، بورتو، سانتاريم، سيتوبال، فيانا دو كاستيلو، فيلا ريال، فيسيو.